# Ебенсгаузен
Ебенсгаузен (нім. Ebenshausen) — громада в Німеччині, розташована в землі Тюрингія. Входить до складу району Вартбург. Складова частина об'єднання громад Гайніх-Верраталь.
Площа — 2,60 км2. Населення становить Невірний параметр metadata 16 063 019 ос. (станом на 31 грудня 2021).

## Галерея

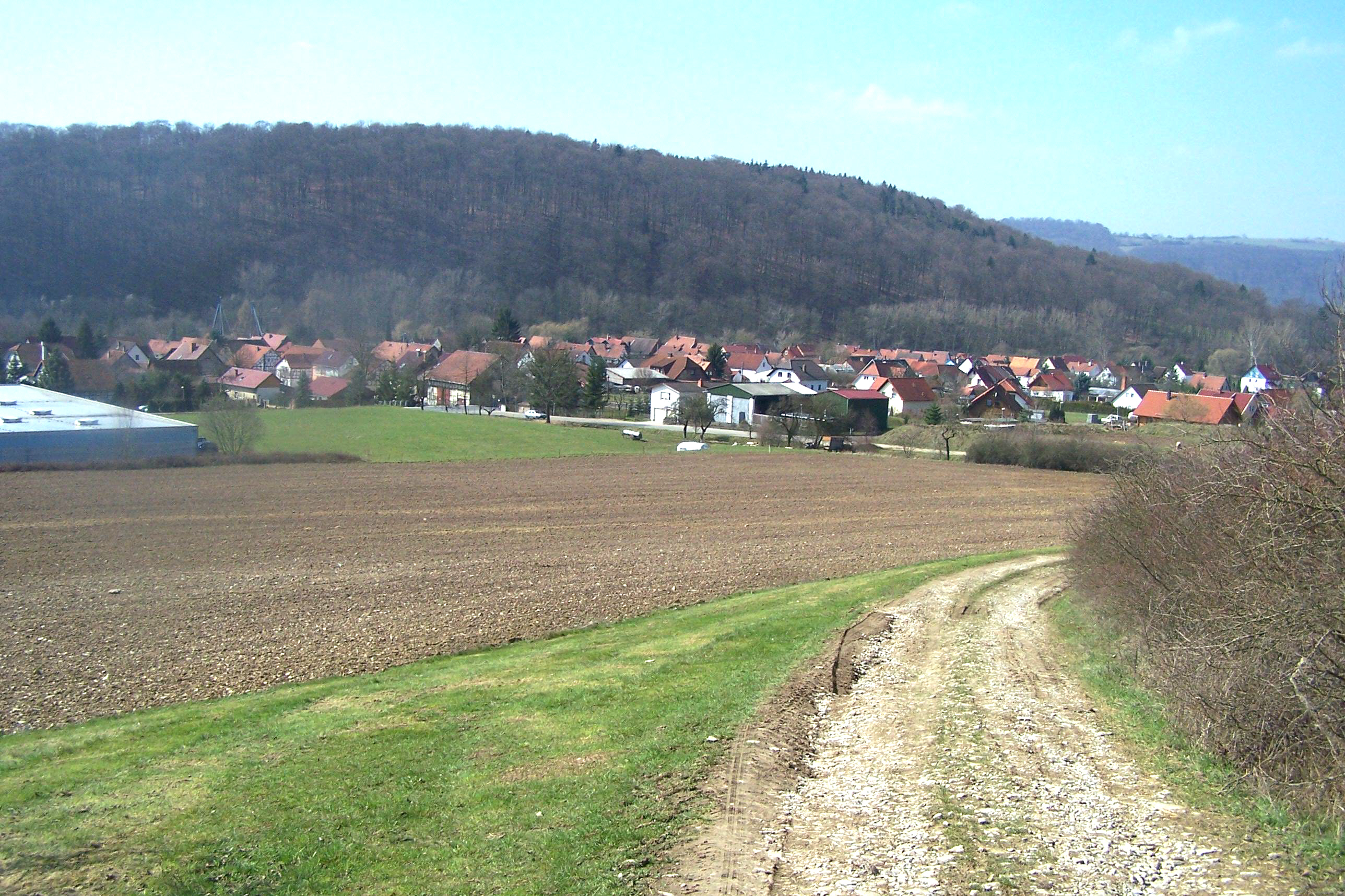
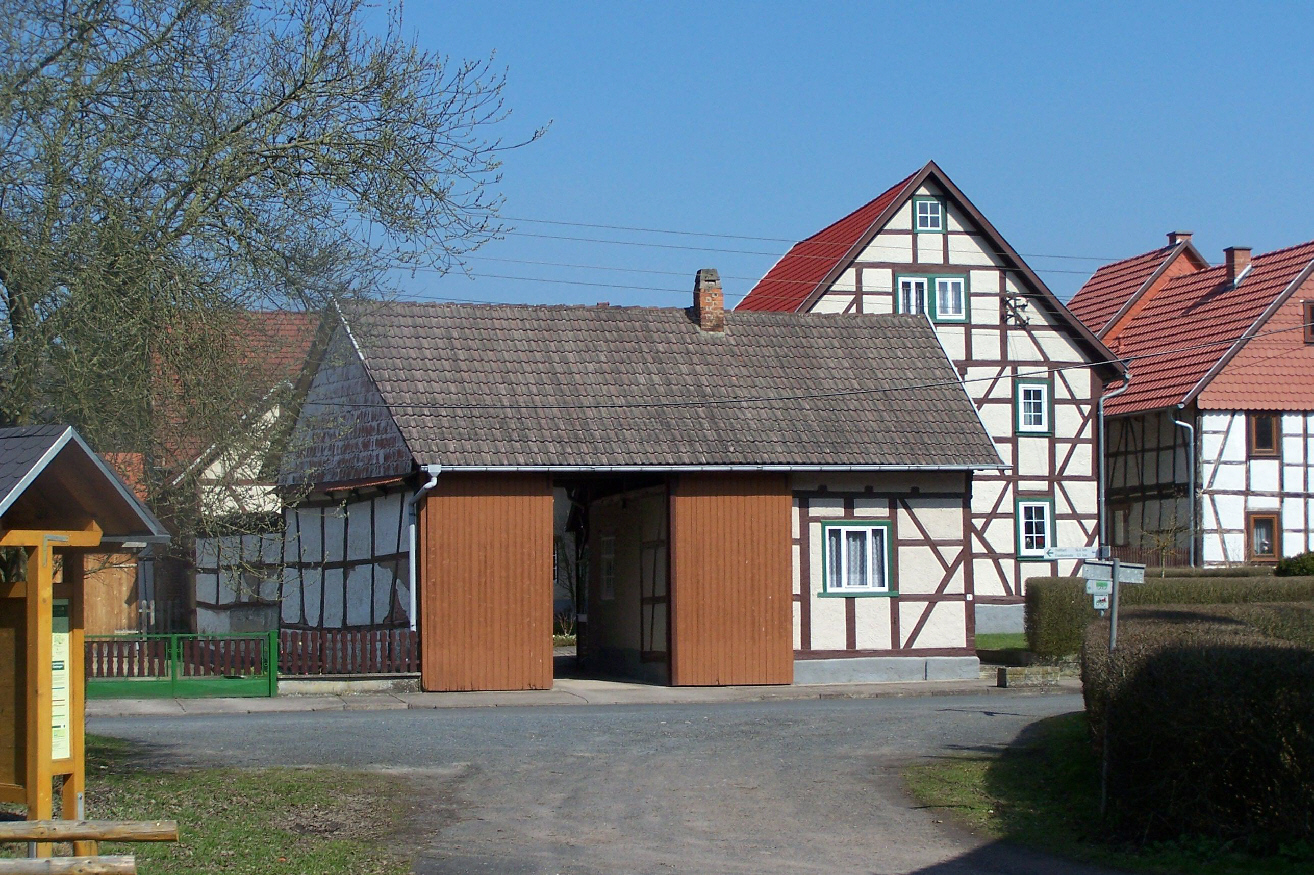
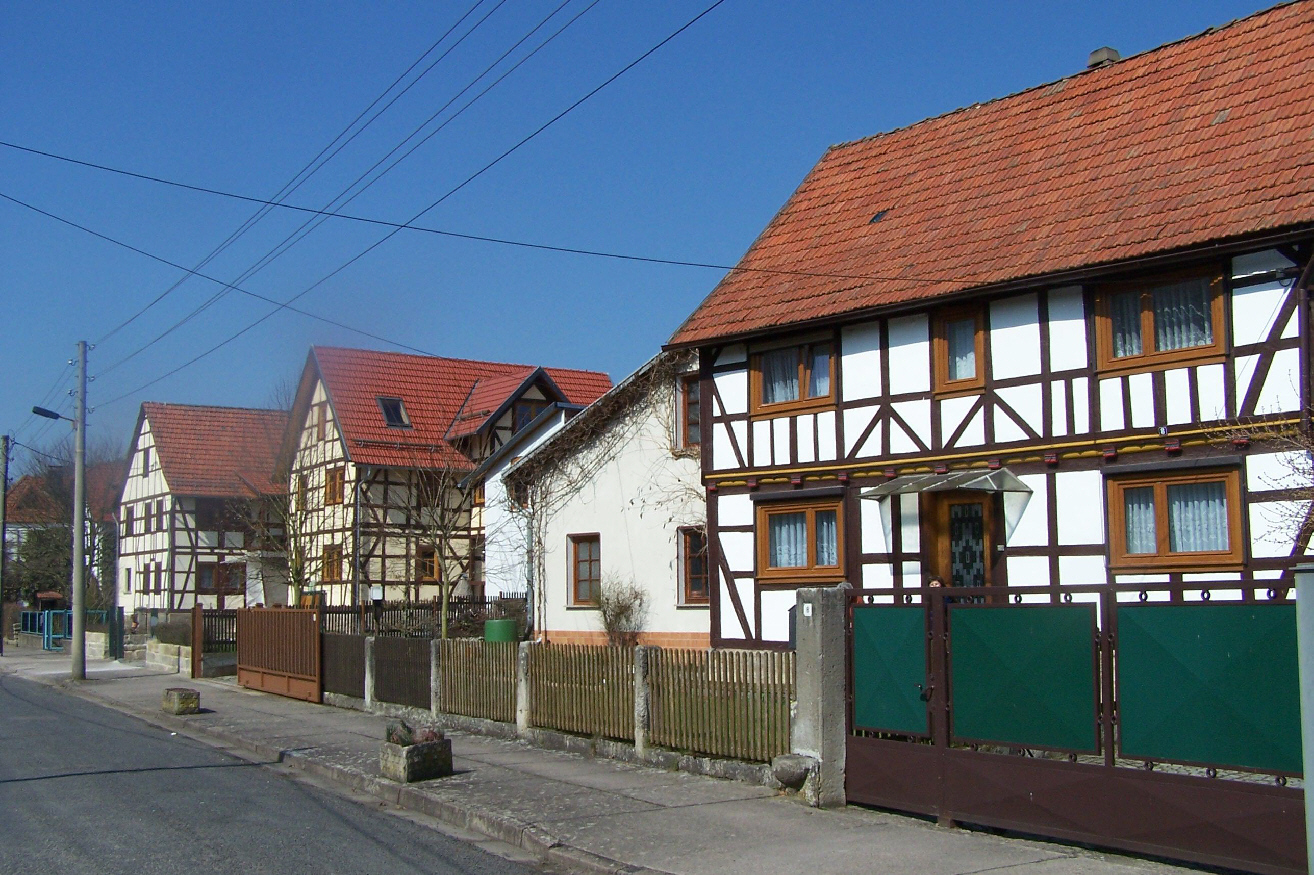
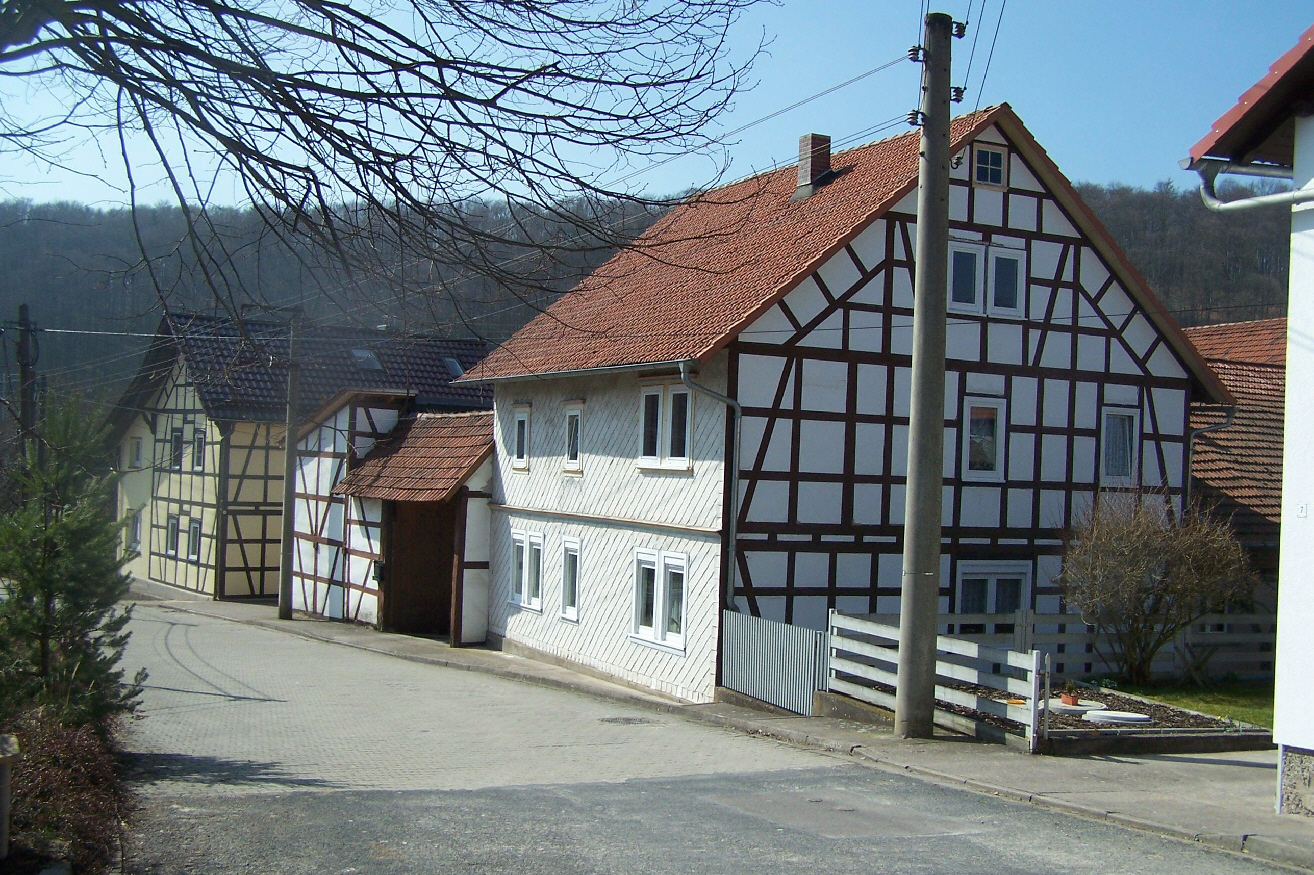
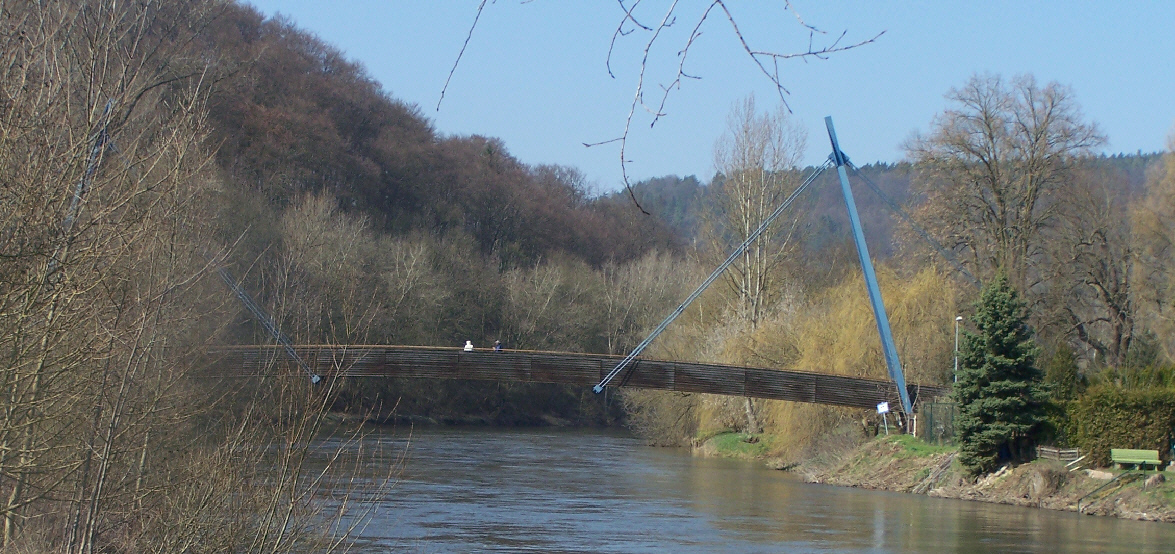
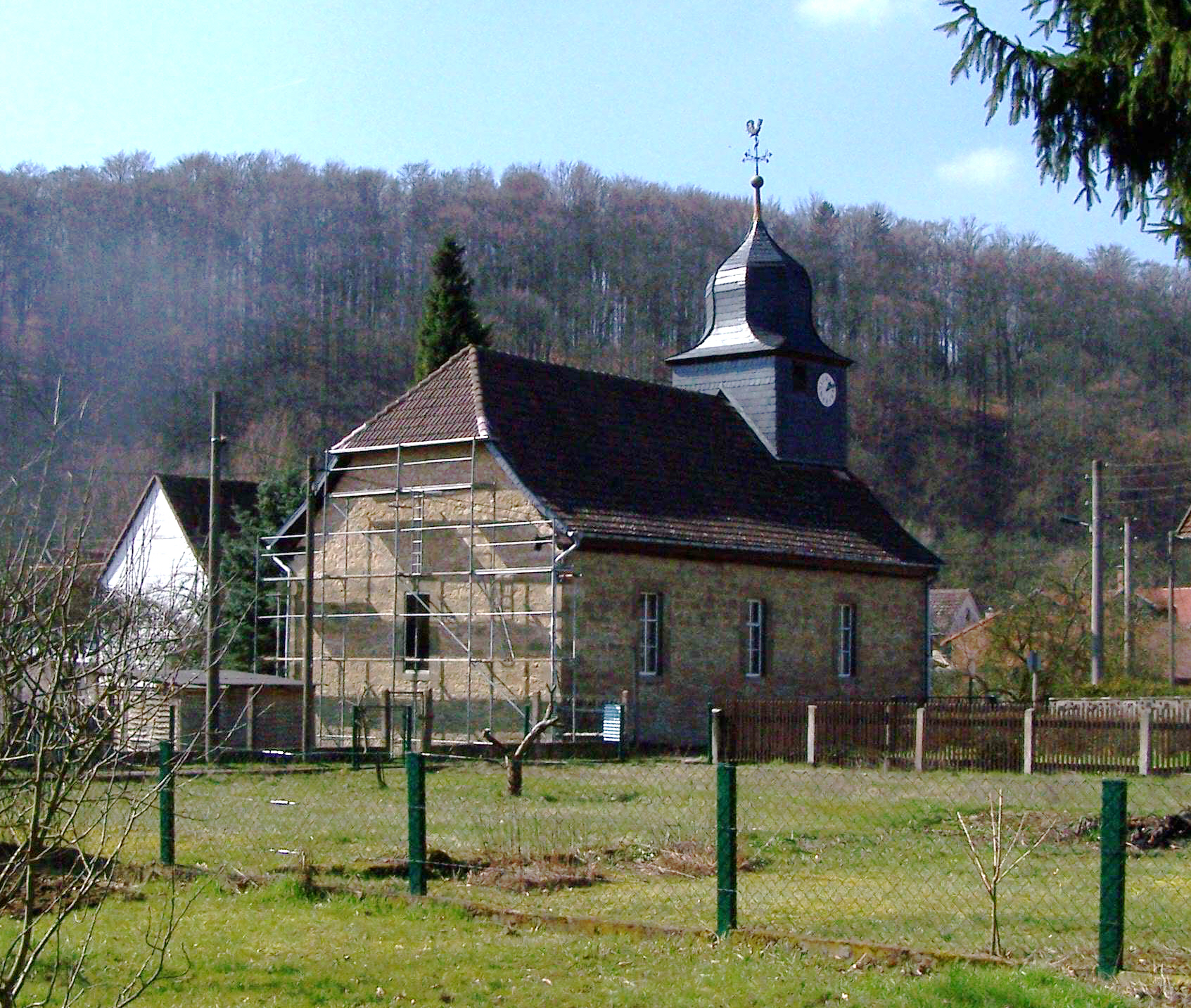